# Antoni Macierewicz
Antoni Macierewicz, né le 3 août 1948 à Varsovie, est un journaliste, historien et homme politique conservateur polonais, ministre de la Défense de 2015 à 2018.

## Biographie
Diplômé d'histoire de l'Université de Varsovie. Pendant les événements du Mars 1968, il est arrêté pour avoir participé à des manifestations étudiantes contre le pouvoir communiste.
En 1970, il est professeur d'art dans un lycée de Varsovie. En 1976, il s'engage au Comité de défense des ouvriers (KOR). En 1977, il fonde avec Ludwik Dorn l'hebdomadaire Głos, un samizdat catholique, toujours en activité. Dans les années 1980, il s'engage au syndicat Solidarność, et participe à des réunions à Gdańsk.
En 1991, le chef du gouvernement Jan Olszewski le nomme ministre de l'Intérieur, poste qu'il quitte en 1992. Il se distingue à ce poste en publiant une liste d'anciens collaborateurs de la police secrète, dont des grands noms du monde politique.
En 1992, il rédige avec Jarosław Kaczyński, Jan Olszewski, Adam Glapiński, Jan Parys et Grzegorz Kostrzewa-Zorbas le livre Lewy czerwcowy, sorte de projet politique de l'après-communisme.
Il est député "national-catholique" de 1991 à 1993, et de 1997 à 2005. Il se définit comme anti-libéral et euro-sceptique.
En 2002, il déclare à la radio conservatrice polonaise Radio Maryja qu'il a lu Les Protocoles des Sages de Sion, un pamphlet développant la théorie du complot juif, reconnaît qu'il existe un débat sur l'authenticité du texte et ajoute que « l'expérience montre qu'il existe de tels groupes dans les cercles juifs ». Ces propos sont alors largement critiqués par les militants antiracistes en Pologne.
Depuis 2005, il préside le Mouvement patriotique, réunissant entre autres le Mouvement national-catholique dont il est le fondateur, et l'ancien président du Conseil des ministres Jan Olszewski.
En 2006, il est nommé vice-ministre de la Défense, aux côtés de Radosław Sikorski. Il conduit alors une purge au sein du renseignement militaire, à laquelle ses critiques imputent un affaiblissement considérable de ce service.
Le président du Conseil des ministres, Jarosław Kaczyński, le charge d'enquêter sur le nombre de fonctionnaires ayant soutenu le régime communiste. Après avoir rendu public le rapport demandé, où 90 officiers et 3 ambassadeurs sont cités, il obtient la dissolution du WSI, agence de renseignements de l'Armée.
En désaccord avec cette politique, le ministre Radosław Sikorski démissionne le 5 février 2007. Il est nommé peu après à la tête des services secrets de l'Armée (Służba Kontrwywiadu Wojskowego, SKW) par Aleksander Szczygło.
Il a été réélu député sur la liste Droit et Justice (PiS) en octobre 2007 et en octobre 2011.
En 2010, après l'accident de l'avion présidentiel polonais à Smolensk, il formule la thèse d'un attentat fomenté par Moscou avec la complicité du gouvernement libéral polonais de Donald Tusk.
En février 2012, il devient membre de plein exercice du parti Droit et Justice (PiS), auquel il était jusque-là apparenté et le Mouvement patriotique cesse de fait ses activités.
Sa nomination comme ministre de la Défense en 2015 suscite une polémique en raison de ses propos de 2002 sur Les Protocoles des Sages de Sion. Jonathan Greenblatt, président de l'Anti-Defamation League, écrit à la présidente du Conseil des ministres polonais Beata Szydlo pour protester contre cette nomination.